# Godzilla kehrt zurück
Godzilla kehrt zurück (jap. ゴジラの逆襲, Gojira no gyakushū, dt. „Gojiras Gegenangriff“) ist ein japanischer Spielfilm aus dem Jahr 1955. Der Schwarzweißfilm um das japanische Monster Godzilla ist die Fortsetzung von Godzilla aus dem Jahr 1954. Regie bei dem Science-Fiction-Film führte Motoyoshi Oda, das Drehbuch schrieben Shigeaki Hidaka und Takeo Murata. Tōhō produzierte den Horrorfilm.

## Handlung
Der Pilot Kobayashi muss mit seinem Flugzeug auf der unbewohnten Insel Iwato notlanden. Als ihn sein Kollege Tsukioka wohlbehalten vorfindet, stoßen die beiden auf zwei kämpfende Monster, vor denen sie Schutz suchen. Tsukioka identifiziert eines der Monster sofort als einen Godzilla. Die Behörden, denen die beiden Piloten Meldung erstatten, berichten, dass das andere Monster Anguirus (jap. „Angilas“) sei, welches das letzte lebende Exemplar eines Ankylosaurus darstelle.
Dr. Yamane führt den Behörden einen Film von Godzillas Akt der Zerstörung vor, dessen Augenzeuge er ein Jahr vorher selber gewesen war. Nach seiner Aussage müsse es sich hier um einen neuen Godzilla handeln, der von keiner bekannten Waffe vernichtet werden könne; der Oxygen-Zerstörer, der noch ein Jahr vorher die Rettung gebracht hatte, existiere nicht mehr, da sein Erfinder Dr. Serizawa die Formel für die Waffe verbrannte und sich selbst bei der Vernichtung des ersten Godzilla tötete. Die von Dr. Yamane vorgeschlagene Maßnahme, den Godzilla mit Leuchtraketen von der Küste wegzulotsen, machen das Ungeheuer noch wilder. Trotzdem taucht Godzilla eines Tages unerwartet in Ōsaka auf, wird aber wieder von den von Flugzeugen abgeworfenen Leuchtraketen zurück ins Meer gelockt.
Währenddessen brechen Kriminelle bei einem Gefangenentransport aus und stehlen einen Gas-Tankwagen. Als sie mit diesem in Ōsaka in ein Gebäude rasen und ein Feuer verursachen, wird Godzilla von diesem angelockt. Auch Anguirus taucht aus dem Meer auf und greift Godzilla an. Es entbrennt ein intensiver Kampf zwischen den beiden Ungeheuern, bei dem große Teile Ōsakas zerstört werden, bis Godzilla Anguirus schlussendlich mit seinem Feueratem zur Strecke bringt. Im Anschluss verschwindet Godzilla vorerst.
Inzwischen macht sich das Militär auf die Suche nach Godzilla. Kobayashi und Tsukioka entdecken diesen vor der Küste einer kleinen vereisten Insel bei Hokkaidō. Vergeblich versuchen sie, Godzilla zu bombardieren, der wiederum Kobayashis Flugzeug mit seinem Feueratem zum Absturz bringt. Tsukioka bringt das Militär schließlich auf die rettende Idee, mit den Flugzeuggeschossen eine Lawine aus Schnee und Eis auszulösen, die Godzilla unter sich begräbt.

## Hintergründe
Der Film kam am 24. April 1955 in die japanischen Kinos. In Deutschland feierte er am 29. August 1958 Premiere.
Aufgrund des finanziellen Erfolgs des ersten Films entschied man sich rasch zu einer Fortsetzung. Laut dem Journalisten Gernot Gricksch resultierte der Horror des Skripts der Autoren Murata und Hidaka aus der simplen Annahme, dass dort, wo dereinst der erste Godzilla hergekommen war, noch mehr Bestien seiner Sorte stecken müssten. So ist im Film auch zunächst in der deutschen und englischen Synchronfassung von „einem Godzilla“ die Rede – ein Detail, welches im Original undeutlich bleibt, da es im Japanischen keinen unbestimmten Artikel gibt.
In Amerika kam, ähnlich wie beim Original-Godzilla ein Jahr zuvor, eine eigene US-Version auf den Markt. Hier ging man jedoch so weit, Godzilla in Gigantis umzubenennen, um beim Publikum den Eindruck eines neuen Monsters zu erwecken – eine Entscheidung, die Paul Schreibman, der Produzent der amerikanischen Version, später bedauerte. Hierzu schreibt Gernot Gricksch in seinem Buch „Godzilla-Von Japan bis Hollywood“:
„Dass das Monster in der US-Version ‚Gigantis‘ heißt, hat einen anderen Grund: Der Warner Bros.-Verleih war zu geizig, dem Produzenten Joseph E. Levine die amerikanischen Rechte an dem lukrativen Namen abzukaufen.“
Wie bereits im ersten Teil kommen auch in der Fortsetzung paläontologische Ungenauigkeiten und Falschaussagen vor. Dr. Yamane behauptet beispielsweise, dass der Ankylosaurus, auf den Anguirus zurückgehen soll, bereits in der Urzeit eine Größe von 50 bis 70 Metern habe erreichen können.

### Synchronisation
Es existieren zwei deutsche Synchronfassungen. Die erste entstand bei der Cinelux Film GmbH, Berlin. Horst Sommer schrieb das Dialogbuch und Hansjörg Amon führte Regie. In der zweiten Synchronfassung, die 2004 für eine DVD-Veröffentlichung erstellt wurde, lieh Robert Missler dem Kōji Kobayashi (Minoru Chiaki) die Stimme.
| Rolle            | Darsteller        | Synchronsprecher (Kino 1958) |
| ---------------- | ----------------- | ---------------------------- |
| Shōichi Tsukioka | Hiroshi Koizumi   | Rainer Brandt                |
| Hidemi Yamaji    | Setsuko Wakayama  | Margot Leonard               |
| Kōji Kobayashi   | Minoru Chiaki     | Gerd Duwner                  |
| Kyōhei Yamane    | Takashi Shimura   | Konrad Wagner                |
| Dr. Tadokoro     | Masao Shimizu     | Alfred Haase                 |
| Captain Terasawa | Seijirō Onda      | Wolf Martini                 |
| Shingo Shibaki   | Sōnosuke Sawamura | Lutz Moik                    |
| Tajima           | Yoshio Tsuchiya   | Heinz Petruo                 |
| Kōhei Wamaji     | Yukio Kasame      | Erich Poremski               |

## Rezeption
- Primitives japanisches Schauermärchen […]. Lächerliche Tricktechnik. – 6000  Filme. Kritische Notizen aus den Kinojahren 1945 bis 1958. Handbuch V der katholischen Filmkritik, 3. Auflage, Verlag Haus Altenberg, Düsseldorf 1963, S. 162

- Japanisches Schauermärchen mit belustigender Tricktechnik. – „Lexikon des internationalen Films“ (CD-ROM-Ausgabe), Systhema, München 1997
- Im Vergleich hat der Film eine deutlich schlechtere Bewertung bekommen als sein Vorgänger, so haben 56 Prozent der Kritiker bei der  Webseite Rotten Tomatoes ihn als positiv bewertet. Ein vergleichbares schlechtes Ergebnis war auch beim Publikum da gefiel der Film nur 37 Prozent des Publikums.[5]
- Nach dem unerwarteten Erfolg des originalen Godzilla-Films entschloss man sich, diesen mit einer Fortsetzung auszubauen. Godzilla kehrt zurück erfüllte diese Erwartungen jedoch nicht. Bei diesem Film wurde ein Budget von 8,34 Millionen US-Dollar angesetzt.[6]
- Der Publizist Jörg Buttgereit attestiert dem Film, dass die Spezial-Effekte für damalige Verhältnisse durchaus überzeugend seien, der Film könne allerdings nicht an die düstere Stimmung seines Vorgängers anknüpfen. Ferner schreibt er über die Monsterkämpfe in seinem Buch „Japan-Die Monsterinsel“: „Die Schwarzweiß-Aufnahmen schlucken so manche Schwachstelle in den Monsterkostümen. Zu wenig wird von der Zeitlupe Gebrauch gemacht, die die Monster schwerfällig und gigantisch wirken lässt. Stattdessen kämpft man im Zeitraffer, der Aktionen eher verniedlicht.“[7]